# Цатурян, Мехак Захарович
Меха́к Заха́рович Цатуря́н (род. 1 июля 1923) — советский солдат, участник Великой Отечественной войны, разведчик 796-го стрелкового полка (141-я стрелковая дивизия, 7-я гвардейская армия, 2-й Украинский фронт). Полный кавалер ордена Славы.

## Биография
Родился 1 июля 1923 года в Шамхорском районе Азербайджанской ССР, в селе Нагорный Джагир, армянин. Окончив 7 классов, работал бригадиром в колхозе.
С августа 1942 года в Красной Армии, участвовал в боях Великой Отечественной войны. Воевал на Центральном, Воронежском, 1-м и 2-м Украинских фронтах. Участвовал в боях под Воронежем, в Курской битве, освобождении Украины в ходе Киевской, Житомирско-Бердичевской, Ровно-Луцкой, Проскуровско-Черновицкой, Восточно-Карпатской, Львовско-Сандомирской операций. Участвовал в освобождении Венгрии и Чехословакии. В Пражской стратегической операции закончил войну
На горе Плаша командир отделения 796-го стрелкового полка (141-я стрелковая дивизия, 1-я гвардейская армия, 1-й Украинский фронт) сержант Цатурян (на польско-чехословацкой границе, 15 километров северо-восточнее города Стакчин, Чехословакия) с группой военных 29-30 сентября 1944 года молниеносной атакой захватил вражеский опорный пункт и до подхода подкрепления удерживал его. Захватив важные документы в помещении штаба, Цатурян отличился в этом бою уничтожив более десятка солдат противника. Чуть позже выполняя другое задание взорвал машину отступающего противника, взял в плен четверых выживших фашистов.
Приказом командира 141-й стрелковой дивизии от 10 ноября 1944 года за мужество, проявленное в боях с врагом, сержант Цатурян награждён орденом Славы 3-й степени (№ 227974).
Разведчик того же полка и дивизии (7-я гвардейская армия, 2-й Украинский фронт) старший сержант Цатурян 9 февраля 1945 года в составе группы поиска переправился через реку Грон в районе населённого пункта Теков (39 километров северо-восточнее города Нове-Замки, Чехословакия) и в схватке с гитлеровцами истребил троих из них, одного взял в плен.
Приказом по 7-й гвардейской армии от 6 марта 1945 года старший сержант Цатурян награждён орденом Славы 2-й степени (№ 13248).
В боях по освобождению Чехословакии за период с 26 марта по 20 апреля 1945 года форсировал реки Грон, Нитра, Ваг, Морава (Чехословакия). При этом Цатурян истребил одиннадцать и взял в плен двенадцать солдат противника.
Указом Президиума Верховного Совета СССР от 15 мая 1946 года за мужество, отвагу и героизм, проявленные в борьбе с немецко-фашистскими захватчиками, старший сержант Цатурян Мехак Захарович награждён орденом Славы 1-й степени (№ 1580).
В 1947 году демобилизован. Вернулся в родное село. Работал в совхозе. С 1991 года жил в Армении.

## Награды
- 15 мая 1946 г. — Орден Славы 1-й степени (№ 1580)
- 6 марта 1945 г. — Орден Славы 2-й степени (№ 13248)
- 10 ноября 1944 г. — Орден Славы 3-й степени (№ 227974)
- Орден Отечественной войны 1-й степени
- Орден Красной Звезды (№ 2025186)
- Медаль «За отвагу» (№ 1866675)